# Resolutie 827 Veiligheidsraad Verenigde Naties
Resolutie 827 van de Veiligheidsraad van de Verenigde Naties werd unaniem aangenomen door de Veiligheidsraad van de Verenigde Naties op 25 mei 1993. De aanname van deze resolutie zorgde voor de oprichting van het Joegoslavië-tribunaal.

## Achtergrond
In 1980 overleed de Joegoslavische leider Tito die decennialang de bindende kracht was geweest tussen de zes deelstaten van het land. Na zijn dood kende het nationalisme een sterke opmars en in 1991 verklaarden verschillende deelstaten zich onafhankelijk. Hierdoor
ontstond een burgeroorlog met minderheden in de deelstaten die tegen onafhankelijkheid waren en met het Volksleger. Die oorlog verliep bijzonder gewelddadig en leidde ertoe dat een tribunaal werd opgericht om oorlogsmisdadigers te berechten.

## Inhoud
De Veiligheidsraad:
- Bevestigt resolutie 713 en volgende.
- Overwoog de secretaris-generaals rapport.
- Nog steeds gealarmeerd over massale schendingen van het internationaal humanitair recht in voormalig Joegoslavië en vooral Bosnië en Herzegovina, waaronder massamoorden, systematische opsluiting en verkrachting van vrouwen en etnische zuiveringen.
- Bepaalt dat de situatie een bedreiging van de internationale vrede blijft.
- Beslist dergelijke misdaden te stoppen en vervolgen.
- Overtuigd dat een internationaal tribunaal dat doel kan bereiken.
- Gelooft dat een tribunaal de schendingen zal stoppen en effectief aanpakken.
- Bemerkt de aanbeveling van het stuurcomité van de Internationale Conferentie over Voormalig Joegoslavië voor zo'n tribunaal.
- Bevestigt de oprichting van het tribunaal.
- Bedenkt dat, in afwachting van een aanklager, de commissie van experts dringend bewijsmateriaal moet blijven verzamelen.
- Handelend onder Hoofdstuk VII van het Handvest van de Verenigde Naties.

1. Keurt het rapport goed.
2. Besluit een internationaal tribunaal op te richten om personen te berechten die het internationaal humanitaire recht ernstig schonden in voormalig Joegoslavië van 1 januari 1991 tot een nog te bepalen datum.
3. Vraagt de Secretaris-generaal suggesties van landen over de procedures en bewijs over te maken aan de rechters wanneer die benoemd zijn.
4. Beslist dat alle landen met het tribunaal moeten samenwerken.
5. Dringt er bij landen en niet-gouvernementele organisaties op aan fondsen, materiaal, diensten en experts bij te dragen.
6. Beslist dat de locatie van de zetel moet worden geregeld tussen de VN en Nederland, en indien nodig ook elders mag gezeten zijn.
7. Beslist dat het werk van het tribunaal niets zal afdoen van het recht van de slachtoffers om compensatie te eisen.
8. Vraagt de secretaris-generaal deze resolutie dringend uit te voeren en zo snel mogelijk regelingen te treffen voor de werking van het tribunaal.
9. Besluit actief op de hoogte te blijven.

## Verwante resoluties
- Resolutie 808 Veiligheidsraad Verenigde Naties
- Resolutie 821 Veiligheidsraad Verenigde Naties
- Resolutie 824 Veiligheidsraad Verenigde Naties
- Resolutie 836 Veiligheidsraad Verenigde Naties
- Resolutie 838 Veiligheidsraad Verenigde Naties

Lijst ·  800 ·  801 ·  802 ·  803 ·  804 ·  805 ·  806 ·  807 ·  808 ·  809 ·  810 ·  811 ·  812 ·  813 ·  814 ·  815 ·  816 ·  817 ·  818 ·  819 ·  820 ·  821 ·  822 ·  823 ·  824 ·  825 ·  826 ·  827 ·  828 ·  829 ·  830 ·  831 ·  832 ·  833 ·  834 ·  835 ·  836 ·  837 ·  838 ·  839 ·  840 ·  841 ·  842 ·  843 ·  844 ·  845 ·  846 ·  847 ·  848 ·  849 ·  850 ·  851 ·  852 ·  853 ·  854 ·  855 ·  856 ·  857 ·  858 ·  859 ·  860 ·  861 ·  862 ·  863 ·  864 ·  865 ·  866 ·  867 ·  868 ·  869 ·  870 ·  871 ·  872 ·  873 ·  874 ·  875 ·  876 ·  877 ·  878 ·  879 ·  880 ·  881 ·  882 ·  883 ·  884 ·  885 ·  886 ·  887 ·  888 ·  889 ·  890 ·  891 ·  892